# Wassergspreng
Das Wassergspreng (in älterer Form Wassergespreng) ist eine Rotte mit zehn Häusern in der niederösterreichischen Marktgemeinde Hinterbrühl.
Im Adressbuch von Österreich waren im Jahr 1938 in Wassergspreng ein Gastwirt, das Hotel „Wassergspreng“ und ein Erholungsheim des Gremiums der Wiener Handelsagenten verzeichnet.
Bis 1954 gehörte sie zu Kaltenleutgeben (bzw. gemeinsam mit diesem unter Groß-Wien zum 25. Bezirk Liesing). Kaltenleutgeben ist allerdings nur mit großen Umwegen auf der Straße zu erreichen. So wurde das Wassergspreng Teil der damals selbständigen Gemeinde Weissenbach und gehört damit seit deren Eingemeindung zu Hinterbrühl.
Es ist heute ein beliebtes Wandergebiet im Naturpark Föhrenberge und in der Nähe des Naturparks Sparbach und zählt auch zum Natura2000-Gebiet. Die Waldgebiete gehören hauptsächlich den Österreichischen Bundesforsten und der Liechtensteinischen Gutsverwaltung. Am Fuß des Höllensteins liegen die Quellen der Wasserleitung, die Weissenbach mit Wasser versorgt.
Wassersprengfelsen ist der Name eines markanten Felsens nordöstlich der Rotte an einem Bachlauf.
Seit 1953 Jahren besteht hier ein Pfadfinderlager der Pfadfinder und Pfadfinderinnen Österreichs, das Bundeszentrum Wassergspreng. Es liegt in einer alten Mühle, die am Weissenbach liegt, mit einer Herberge und einem großen Zeltplatz.
Dass das Wassergspreng schon sehr lange besiedelt ist, beweisen einzelne Funde, die 6000 Jahre alt sind.

Landaufnahme von 1872
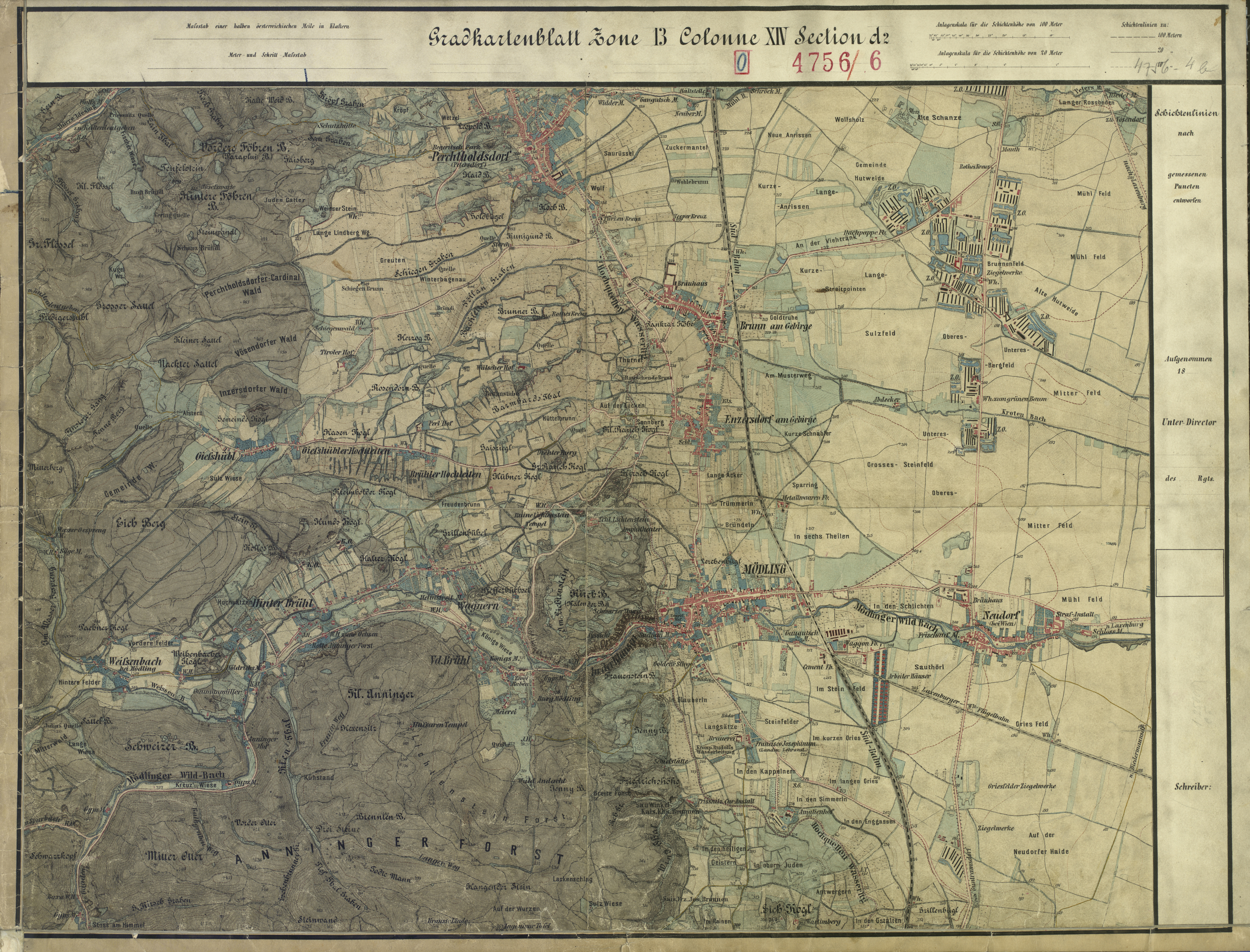
Landaufnahme von 1872